# Carlos Peña
Carlos Felipe Peña (* 17. Mai 1978 in Santo Domingo, Dominikanische Republik) ist ein ehemaliger Baseballspieler in der Major League Baseball (MLB). Er spielte als First Baseman bei diversen Teams. 2008 gewann er den Gold Glove Award und wurde 2009 in das All-Star-Team der American League gewählt.

## Karriere als Spieler

### Karrierebeginn
Carlos Peña begann seine Karriere bei den Texas Rangers, nachdem diese ihn in der ersten Runde des Drafts 1998 ausgewählt hatten. Er spielte zunächst im Farmsystem der Franchise und erreichte während der Saison 2001 die MLB. Dort spielte er 2001 noch 22 Spiele für die Rangers.
Vor der Saison 2002 wurde er zu den Oakland Athletics transferiert, für welche er 40 Major-League-Spiele bestritt. Noch während der Saison wechselte er aufgrund eines Deals zwischen den Athletics, den New York Yankees und den Detroit Tigers nach Detroit.

### Detroit Tigers
Bei den Detroit Tigers wurde Peña umgehend zum Stammspieler und bestritt in der zweiten Saisonhälfte 2002 noch 75 Spiele. Trotz einer einmonatigen Verletzung wurde er 2003 in 131 Spielen eingesetzt und erzielte neben 18 Home Runs noch 59 Run Batted In (RBI). Diese Werte steigerte er 2004 in 142 Spielen auf 27 Home Runs und 82 RBI. Sein Schlagdurchschnitt war mit unter .250 nur durchschnittlich.
Als seine Werte zu Beginn der Saison 2005 abfielen (u. a. Batting Average .181), wurde er zunächst in das AAA-Team versetzt, nach seiner Rückkehr in die MLB Mitte August jedoch konnte er mit deutlich besseren Werten aufwarten. Insgesamt hatte er 79 Einsätze für die Tigers mit 18 Home Runs.
Peña nahm noch am vorbereitenden Training für die Saison 2006 in Detroit teil, wurde aber vor Saisonbeginn an die New York Yankees abgegeben. Dort bestritt er aber nur Spiele für Farmteams, bis er seinen Vertrag auflöste und als Free Agent zu den Boston Red Sox wechselte. Insgesamt kam er so zu nur 18 Spielen in der MLB für die Red Sox.

### Tampa Bay Rays
Peña schloss am 1. Februar 2007 einen Vertrag mit den jetzigen Tampa Bay Rays und schaffte nach schwachen Leistungen im Frühjahrstraining nur aufgrund einer Verletzung eines anderen Spielers die Nominierung für den Kader. In dem traditionell erfolglosen Team konnte er in seinen ersten Jahr in 148 Einsätzen zahlreiche persönliche Bestleistungen aufstellen. Seine 46 Home Runs wurden in der AL nur von Alex Rodríguez übertroffen, mit 121 RBI rangierte er auf Platz 4 der AL, und in drei weiteren Statistiken war er ligaweit mindestens fünfter. Seine Leistungen führten nicht nur zu Franchise-Rekorden, Peña selbst wurde auch als AL Comeback Player des Jahres ausgezeichnet.
Die Saison 2008 war für Peña von den statischen Offensiv-Daten her persönlich weniger erfolgreich, was durch den Einzug mit den Rays in die World Series mehr als aufgewogen wurde. Aufgrund seiner guten Defensiv-Leistungen erhielt er als erster Spieler der Rays einen Gold Glove.
Im Jahr 2009 wurde Peña erstmals von seinem Trainer Joe Maddon zum MLB All-Star Game berufen. Ein Bruch von zwei Fingern im September 2009 beendete seine Saison vorzeitig. Trotz dieser Verletzung war er gemeinsam mit Mark Teixeira der Spieler der AL mit den meisten Home Runs (39).
Im folgenden Jahr schlug Peña 28 Home Runs und erzielte 84 RBIs blieb mit seinem Batting Average von ,196 jedoch noch unter der imaginärnen Mendoza Line. Dies war der schlechteste Wert aller für den Batting Titel qualifizierten Battern. (mind. 3,1 At-Bats pro gespieltem Spiel) Er erreichte dennoch mit den Rays die Playoff. Sie schieden in der American League Division Series mit 2–3 Spielen gegen die Texas Rangers aus.
Peñas Vertrag bei den Tampa Bay Rays lief nach der Saison 2010 aus und wurde nicht verlängert. Er hält dort unter anderem die Rekorde für die meisten Home Runs, RBIs und Strikeouts in einer Saison.

### Chicago Cubs
Im Dezember 2010 unterschrieb Peña einen Einjahresvertrag für 10 Mio. US-Dollar bei den Chicago Cubs. Peña kam in 153 Spielen zum Einsatz und startete in 142 davon. Trotz eines unterdurchschnittlichen Batting Average von nur ,225 gelang ihm mit 28 Home Runs sowie 80 RBIs eine respektable Saison.

### Tampa Bay Rays (2012)
Nach einer Saison in Chicago kehrte Peña wieder nach Tampa Bay zu den Rays zurück und unterschrieb einen Einjahresvertrag. Er startet fulminant in die Saison. Beim Saisonauftakt schlug Peña sowohl einen Grand Slam als auch den spielentscheidenden Hit gegen die New York Yankees. Dieser Erfolg hielt jedoch nicht lange an. Er beendete die Saison mit einem Batting Average von nur ,197. Dies war erneut der schlechteste Wert der MLB.

### Houston Astros
In der Offseason unterschrieb Peña bei den Houston Astros um in ihrer ersten Saison in der American League als Designated Hitter zu fungieren. Nach 85 Spielen entließen ihn die Astros am 31. Juli 2013.

### Kansas City Royals
Peña wurde daraufhin am 23. August 2013 von den Kansas City Royals verpflichtet und bekam einen Minor League Vertrag für die restliche Saison. Er wurde in 4 Spielen eingesetzt, erreichte jedoch in seinen drei At-Bats nie die Base.

### Los Angeles Angels
Im Januar 2014 unterschrieb Peña einen Minor League Vertrag bei den Los Angeles Angels, welcher eine Einladung zum Spring Training der Angels enthielt, um sich für das MLB Team zu beweisen. Er konnte die Trainer jedoch nicht von sich überzeugen und wurde noch vor Saisonbeginn von ihnen entlassen.

### Texas Rangers
Während der Saison 2014 einigten sich Peña und die Texas Rangers auf einen Minor League Vertrag, nachdem sich alle First Baseman im Team verletzt hatten. Peña kam in 18 Spielen zum Einsatz, bevor die Rangers ihn zu ihrem Triple-A Team, dem Round Rock Express, versetzten und schlussendlich entließen.
Nach über einem Jahr ohne Team unterschrieb Peña einen Eintagesvertrag mit den Tampa Bay Rays, um seine Karriere sofort nach der Unterschrift bei den Rays zu beenden. Diese Praxis ist in den amerikanischen Sportligen nichts Ungewöhnliches. Sie bleibt jedoch meist Spielern vorbehalten, welche einen großen Einfluss auf das Team und dessen sportlichen Erfolg hatten.

## Nach der Karriere
Nach seinem Karriereende blieb Carlos Peña seinem Sport erhalten. Er kommentiert und analysiert Baseballspiele für verschiedene Radio- und Fernsehstationen, anderem für das MLB Network und das New England Sports Network (NESN).

## Sonstiges
Peña hat drei Geschwister. Seine Familie zog in die USA, als er 14 Jahre alt war, zunächst nach Cape Cod.
Peña ist verheiratet und hat eine Tochter.
Peña spielt in dem Buch Moneyball sowie in dem auf dieser Vorlage beruhenden, gleichnamigen Film mit Brad Pitt eine wichtige Rolle. Der Manager der Oakland A's, Billy Beane (im Film gespielt von Pitt), bevorzugt auf der Position des 1B Scott Hatteberg, Manager Art Howe, der für die Aufstellung zuständig ist, lässt jedoch stets Peña spielen. Beane reagiert darauf, in dem er Peña zu dem Detroit Tigers traded, damit Howe keine andere Wahl mehr bleibt, als Hatteberg aufzustellen.

## Belege
1. ↑  Rays' Pena breaks 2 fingers; out for season - Associated Press - MLB (Memento vom 9. Oktober 2009 im Internet Archive). Sporting News. Abgerufen am 7. September 2009.
2. ↑  Chris Eggemeyer: Chicago Cubs Sign Carlos Pena: Can the First Baseman Really Make a Difference? Bleacher Report, 8. Dezember 2010, abgerufen am 14. November 2020 (englisch).
3. ↑  Report: Carlos Pena Agrees To One-Year Deal With Tampa Bay Rays. New England Sports Network, 20. Januar 2012, abgerufen am 14. November 2020 (englisch).
4. ↑  Associated Press: Rays’ Pena Begins And Ends Dismal Opening Day For Yankees. CBS New York, 6. April 2012, abgerufen am 14. November 2020 (englisch).
5. ↑  2012 MLB Hitting Statistics. mlb.com, abgerufen am 14. November 2020 (englisch).
6. ↑  Paul Francis Sullivan: Houston Astros Sign 1B and 'Moneyball' Character Carlos Pena to Be Their DH. Bleacher Report, 18. Dezember 2012, abgerufen am 14. November 2020 (englisch).
7. 1 2  Bob Dutton: Carlos Pena has appendectomy, likely out for season. The Kansas City Star, 14. September 2013, abgerufen am 14. November 2020 (englisch).
8. ↑  Angels release Carlos Pena, Chad Tracy, Torrealba. espn.com, abgerufen am 14. November 2020 (englisch).
9. ↑  Aaron Gleeman: Rangers release veteran first baseman Carlos Peña. Sports Illustrated, 18. August 2014, abgerufen am 14. November 2020 (englisch).
10. ↑  Aaron Gleeman: Carlos Pena is signing with the Rays … to retire. NBC Sports, 16. September 2015, abgerufen am 14. November 2020 (englisch).
11. ↑  Carlos Peña Joins Red Sox Broadcast Team on NESN for 2019. maxxtalent.com, 21. Februar 2019, abgerufen am 22. Juli 2025 (englisch).
12. ↑  Araton, Harvey. "The Steady Hands Behind the Rays’ First Baseman", New York Times, October 14, 2008.
13. ↑  Inside the Rays, "Carlos Peña", 2008

| Personendaten    | Personendaten                            |
| ---------------- | ---------------------------------------- |
| NAME             | Peña, Carlos                             |
| ALTERNATIVNAMEN  | Peña, Carlos Felipe (vollständiger Name) |
| KURZBESCHREIBUNG | dominikanischer Baseballspieler          |
| GEBURTSDATUM     | 17. Mai 1978                             |
| GEBURTSORT       | Santo Domingo, Dominikanische Republik   |